# Ignacio Montes de Oca y Obregón
José María Ignacio de Jesús Juan Pablo Montes de Oca y Obregón, (Guanajuato, Guanajuato, 26 de junio de 1840 - Nueva York, Estados Unidos, 18 de agosto de 1921), fue obispo de la Diócesis de Tamaulipas, la Diócesis de Linares y la Diócesis de San Luis Potosí.

## Familia
Nació en el seno de una de las familias más aristocráticas de México, conformada por el matrimonio de Demetrio Montes de Oca y de Luz Obregón. Su familia paterna se remontaba al antiquísimo Solar de Oca en España y por lado materno pertenecía a la riquísima familia minera de los marqueses de la Valenciana, dueños de la mina homónima del marquesado, una de las más ricas del mundo.

## Estudios
A los doce años de edad partió a Inglaterra, donde estudió en Saint Mary's College de Oxford. Tras una estancia en México pasó a estudiar teología en la Universidad Gregoriana de Roma (1860-1863). Se ordenó sacerdote e ingresó en la Academia de Nobles Eclesiásticos para obtener el doctorado en ambos derechos en 1865.

## Labor eclesiástica
Ocupó los cargos de capellán de las tropas pontificias y fue camarero secreto del papa Pío IX. Más tarde fue cura de Ipswich en Inglaterra.  Al regresar a México fue capellán de honor del emperador Maximiliano I. Al restablecerse la república pasó a encargarse de la parroquia de su ciudad natal. 
El 6 de marzo de 1871 se le preconizó en Roma primer obispo de Tamaulipas por manos de Pío IX; en 1879 fue nombrado obispo de Linares y en 1885 pasó a ocupar la silla episcopal de San Luis Potosí. Por su labor apostólica se le nombró arzobispo de Cesárea del Ponto, título honorífico. 
El 7 de agosto de 1900 el diario potosino El Estandarte publicó la alocución de Montes de Oca y Obregón en el Congreso Católico celebrado en París. Había declarado que en México la Iglesia Católica había progresado a pesar de las Leyes de Reforma, pero también denunció que la Separación Iglesia-Estado había provocado un "estado violento contrario a la naturaleza, como la del alma y el cuerpo". Los liberales potosinos atacaron las declaraciones del obispo, contraargumentando que el clero y sus aliados "eran perturbadores del orden", y pidieron contener los avances del clericalismo para dar vigencia efectiva a las Leyes de Reforma.

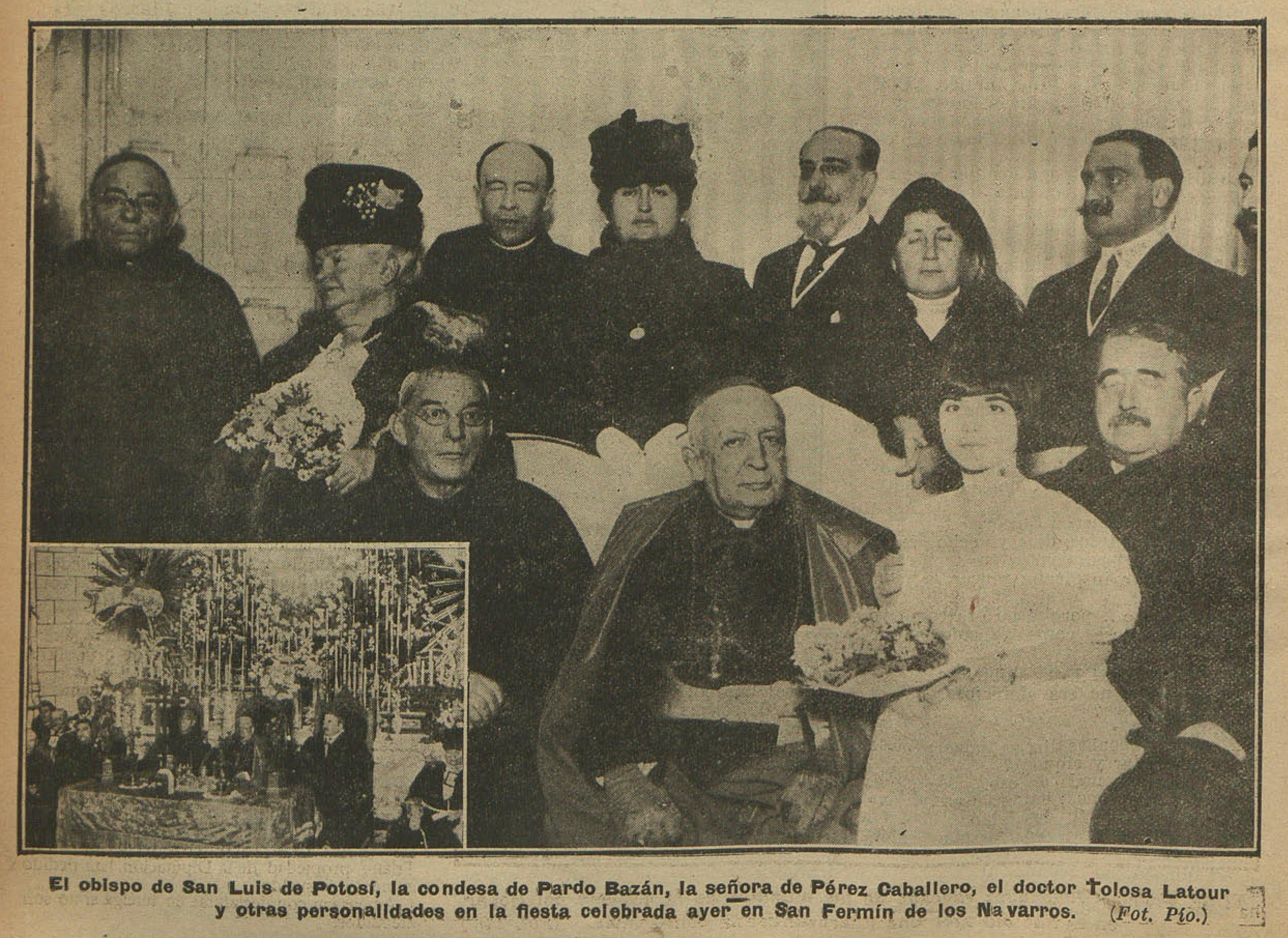
El obispo de San Luis de Potosí en Madrid junto a, entre otros, Emilia Pardo Bazán y Manuel Tolosa Latour, en una fiesta celebrada el 14 de enero de 1917 en la iglesia de San Fermín de los Navarros.

Durante la Revolución mexicana, el palacio episcopal fue saqueado y el obispo tuvo que refugiarse en Roma de 1914 a 1917. Se trasladó a Madrid en 1917 y prolongó su estancia hasta 1921. Perteneció a la Arcadia Romana con el seudónimo de "Ipandro Acaico". Fue invitado por la Real Academia Española para pronunciar el elogio fúnebre de Miguel de Cervantes durante las exequias celebradas en la iglesia de San Jerónimo de Madrid con motivo del tercer centenario de Don Quijote de la Mancha. Fue miembro correspondiente de la Academia Mexicana de la Lengua. Además, fue miembro de número de la Academia Mexicana de la Historia, siendo titular del sillón 3 de 1919 a 1921. Cuando al fin había resuelto volver a México lo sorprendió la muerte. Sus restos fueron trasladados de Nueva York a San Luis Potosí, en cuya catedral reposan.

## Labor literaria
Sabía griego, latín, inglés, francés, italiano y castellano. Fue un magnífico expositor académico y buen orador sagrado, además de consumado humanista. Su actividad literaria se puede dividir en traducciones y obras personales.
Obras propias
- Ocios poéticos (1896)
- A orillas de los ríos
- Otros cien sonetos de Ipando Acaico
- Nuevo centenar de sonetos
- Sonetos jubilares
- Obras pastorales y oratorias

Traducciones de autores griegos
- Bucólicos griegos
- Obras de Píndaro
- El rapto de Elena: poema de Coluto de Nicópolis
- La Argonáutica: poema épico de Apolonio de Rodas